# Conopyga
Conopyga is een geslacht van vlinders uit de familie wespvlinders (Sesiidae), onderfamilie Sesiinae.
Conopyga is voor het eerst wetenschappelijk beschreven door Felder in 1861. De typesoort is Conopyga metallescens.

## Soort
Conopyga omvat de volgende soort:
- Conopyga metallescens Felder, 1861